# Pomarzanowice
Pomarzanowice – wieś w Polsce położona w województwie wielkopolskim, w powiecie poznańskim, w gminie Pobiedziska.
W latach 1975–1998 miejscowość administracyjnie należała do województwa poznańskiego.

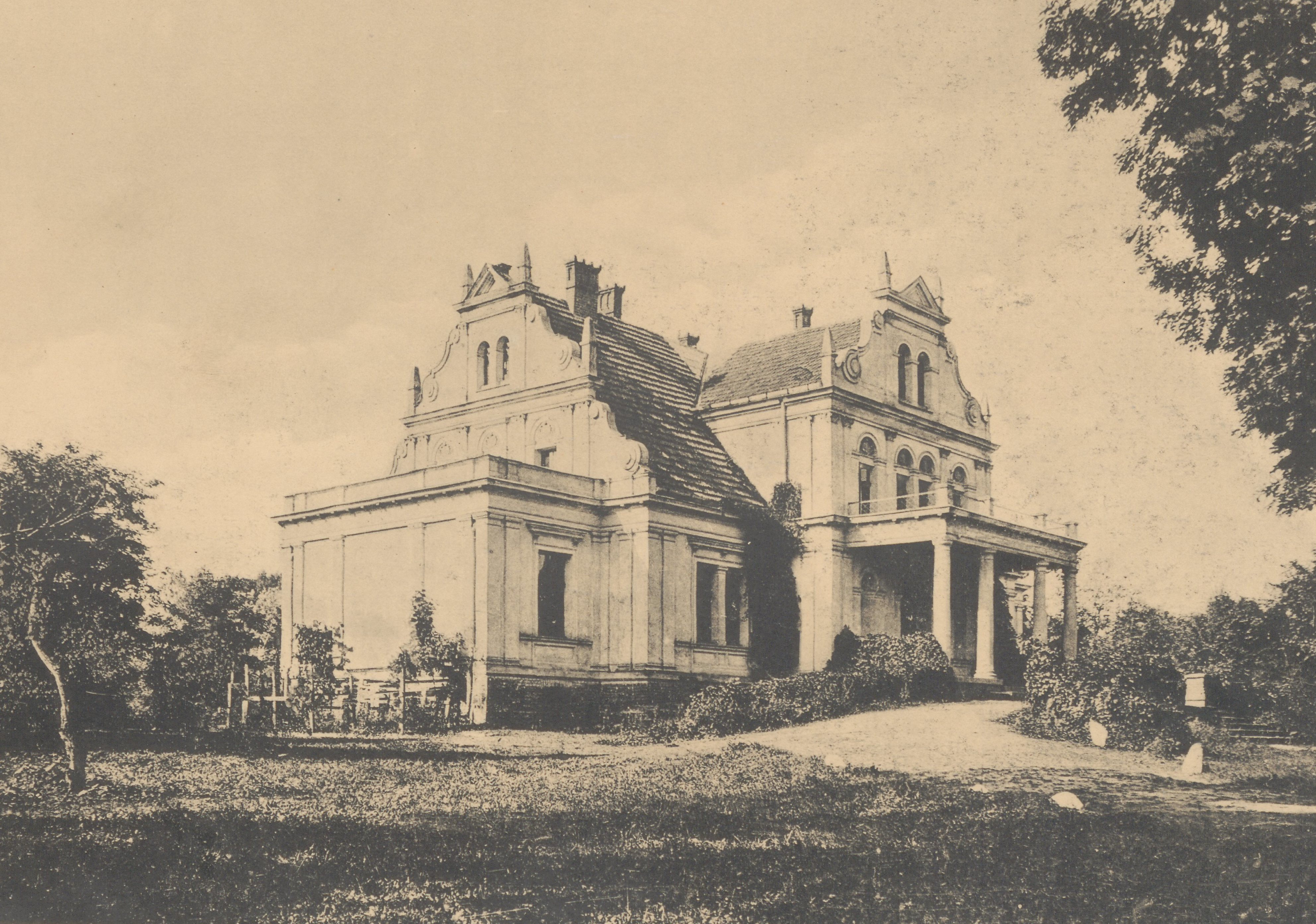
Widok dworu przed 1912

We wsi znajduje się zabytkowy park oraz pałac z 1891 r.